# Jaunciems
Jaunciems este o arie protejată (arie specială de conservare — SAC, sit de importanță comunitară — SCI, arie de protecție specială avifaunistică — SPA) din Letonia întinsă pe o suprafață de 353,65 ha, integral pe uscat.

## Localizare
Centrul sitului Jaunciems este situat la coordonatele 57°00′14″N 24°13′36″E / 57.0039°N 24.2268°E.

## Înființare
Situl Jaunciems a fost declarat arie de protecție specială avifaunistică în decembrie 2002 pentru a proteja 2 specii de plante și 19 specii de animale. Alte tipuri de protecție:
- sit de importanță comunitară (în mai 2004)
- arie specială de conservare (în mai 2004)[1][3][4]

## Biodiversitate
Situată în ecoregiunea boreală, aria protejată conține 11 habitate naturale: Pășuni de coastă din Baltica boreală, Dune împădurite din regiunile atlantică, continentală și boreală, Lacuri eutrofice naturale cu vegetație de tip Magnopotamion sau Hydrocharition, Pajiști calcaroase din nisipuri xerice, Formațiuni ierboase bogate în specii de Nardus, dezvoltate pe substraturi silicioase în zone montane (și în zone submontane, în Europa continentală), Pajiști fino-scandinave uscate până la mezice, bogate în specii de altitudine mică, Liziere de ierburi înalte hidrofile de câmpie și de nivel montan până la alpin, Pajiști aluvionare boreale nordice, Păduri caducifoliate bătrâne naturale hemiboreale fino-scandinave (Quercus, Tilia, Acer, Fraxinus sau Ulmus) bogate în specii epifite, Păduri caducifoliate de mlaștină fino-scandinave, Păduri de stejar sau de stejar și carpen sub-atlantice și medio-europene de Carpinion betuli.
La baza desemnării sitului se află mai multe specii protejate:
- plante (2): Angelica palustris, Dianthus arenarius subsp. arenarius
- păsări (15): uliu porumbar (Accipiter gentilis), buhai de baltă (Botaurus stellaris), chirighiță neagră (Chlidonias niger), barză albă (Ciconia ciconia), erete de stuf (Circus aeruginosus), cristeiul de câmp (Crex crex), ciocănitoare neagră (Dryocopus martius), sfrâncioc roșiatic (Lanius collurio), pescăruș râzător (Larus ridibundus), ferestraș mic (Mergus albellus), corcodel-urechiat (Podiceps auritus), cresteț cenușiu (Porzana parva), cresteț pestriț (Porzana porzana), chiră mică (Sterna albifrons), chiră de baltă (Sterna hirundo)
- nevertebrate (1): Osmoderma barnabita
- pești (3): zvârluga (Cobitis taenia), săbiță (Pelecus cultratus), boarță (Rhodeus amarus)

Pe lângă speciile protejate, pe teritoriul sitului au mai fost identificate 12 specii de plante, 9 specii de păsări, 13 specii de nevertebrate, 1 specie de pești.